# Granulobasidium
Granulobasidium är ett släkte av svampar. Granulobasidium ingår i familjen Cyphellaceae, ordningen Agaricales, klassen Agaricomycetes, divisionen basidiesvampar och riket svampar.
|                 | Cyphella                                    |
|                 |                                             |
|                 | Cheimonophyllum                             |
|                 |                                             |
|                 | Campanophyllum                              |
|                 |                                             |
|                 | Incrustocalyptella                          |
|                 |                                             |
|                 | Cunninghammyces                             |
|                 |                                             |
|                 | Chondrostereum                              |
|                 |                                             |
|                 | Phaeoporotheleum                            |
|                 |                                             |
|                 | Asterocyphella                              |
|                 |                                             |
| Granulobasidium | \| \| Granulobasidium vellereum \| \| \| \| |
|                 | \| \| Granulobasidium vellereum \| \| \| \| |
|                 | Gloeostereum                                |
|                 |                                             |
|                 | Dendrocyphella                              |
|                 |                                             |
|                 | Catilla                                     |
|                 |                                             |
|                 | Thujacorticium                              |
|                 |                                             |
|                 | Hyphoradulum                                |
|                 |                                             |
|                 | Sphaerobasidioscypha                        |
|                 |                                             |
|                 | Seticyphella                                |
|                 |                                             |
|                 | Gloeocorticium                              |
|                 |                                             |
|                 | Granulobasidium vellereum                   |
|                 |                                             |

|  | Granulobasidium vellereum |
|  |                           |